# Skellig-eilanden
De Skellig-eilanden (Engels: The Skelligs/ Iers: Oiléain na Sceilig) zijn twee rotsachtige eilanden, ongeveer 10 tot 12 kilometer ten westen van Ierland. Ze zijn een onderdeel van County Kerry. De naam komt uit het Iers en betekent letterlijk rotsachtige eilanden.
De eilanden zijn beroemd vanwege de populatie Jan-van-genten en papegaaiduikers en vormen een vogelreservaat, ingesteld door Birdwatch Ireland in 2000. Verder staan er overblijfselen van een klooster uit de vroege middeleeuwen op de top (230 m) van Great Skellig of Skellig Michael (Iers: Sceilg Mhichíl). De eilanden staan op de UNESCO werelderfgoedlijst. Ook werden er opnames voor de film Star Wars: The Last Jedi hier opgenomen: de eilanden zijn in de film de woonplaats van Jedi Meester Luke Skywalker.  De eilandengroep wordt bezongen in het nummer 'Skellig' van Clannad (Album 'Sirius' '87) en het nummer 'Skellig' van Loreena Mc Kennitt (Album 'Book Of Secrets '97). Sinds 2024 maken de eilanden deel uit van Nationaal Park na Mara, Ciarraí.

## Little Skellig
Little Skellig is een steil, rotsachtig eiland zonder vegetatie op 11 km ten zuidwesten van Valentia Island. De top ligt op 134 m hoogte. Het is voor publiek niet toegankelijk, maar vanaf een boot heeft men goed zicht op een van de grootste kolonies Jan-van-genten ter wereld. Naar schatting broeden er rond de 20.000 koppels.

## Skellig Michael of Great Skellig
Dit grootste van de twee eilanden is in het zomerhalfjaar bereikbaar met kleine boten die vanuit Portmagee of Knightstown op Valentia Island vertrekken voor een dagtocht. Daarbij vaart men eerst langs Little Skellig; Skellig Michael ligt ongeveer een kilometer verder in de Atlantische Oceaan. De oppervlakte is 22 hectare, de top is 218 meter hoog. Waar het terrein het toelaat is er een vegetatie van gras en bloemen.
Het klooster waarvan het eiland bekend is, ligt op 180 m. hoogte in een zadel tussen de twee toppen. Het is bereikbaar via een trap bestaande uit stenen, rotsblokken en waar nodig uitgehakt uit de rotsen. Bij slecht weer kan men uit veiligheidsoverweging niet naar boven. Een eerste bericht over het bestaan van het klooster dateert uit de 8e eeuw toen ene Suibhini of Skellig er overleed. Het bestaat uit zes bijenkorfvormige cellen met twee gemeenschappelijke ruimtes. Omstreeks het jaar 950 is er een kerkje aan toegevoegd. Alle vertrekken werden gebouwd uit losse stenen, op elkaar gestapeld met de kraaggewelf techniek. De monniken die er woonden zochten ongetwijfeld bewust de afzondering en een ascetisch bestaan. Er konden vermoedelijk niet meer dan 12 monniken tegelijk wonen en wellicht vaak ook tijdelijk, vanuit een ander klooster op Ierland. Men voorzag in het onderhoud middels het vangen van vis en vogels, eieren rapen en het aanleggen van groentetuinen. Andere benodigdheden werden meegenomen vanaf de vaste wal. Hoewel er weinig te halen viel werd het eiland diverse keren geplunderd door Vikingen. Bij een dergelijk gebeuren begin 9e eeuw werd de abt meegenomen en werden de boten van de monniken vernield. Als gevolg daarvan stierven de achterblijvers de hongerdood. Ondanks alles kende het klooster een continue bezetting tot rond het jaar 1200. Een klimaatverslechtering maakte een verhuizing naar Ballinskelligs Abbey onvermijdelijk.
In 1996 werd het door de UNESCO uitgeroepen tot World Heritage Site. Het werd erkend als een plek met een bijzondere, universele waarde. Een uniek voorbeeld van een vroege religieuze nederzetting die goed bewaard was gebleven door de afgelegen en ontoegankelijke locatie.

## Vogelleven
Naast diverse soorten meeuwen en sterns komen op de Skelligs met name de volgende soorten voor:
- Papegaaiduiker (Fratercula arctica)
- Noordse pijlstormvogel (Puffinus puffinus)
- Noordse stormvogel  (Fulmarus glacialis)
- Jan-van-gent (Morus bassanus)
- Stormvogeltje (Hydrobates pelagicus)
- Zeekoet (Uria aalge)

## Afbeeldingen

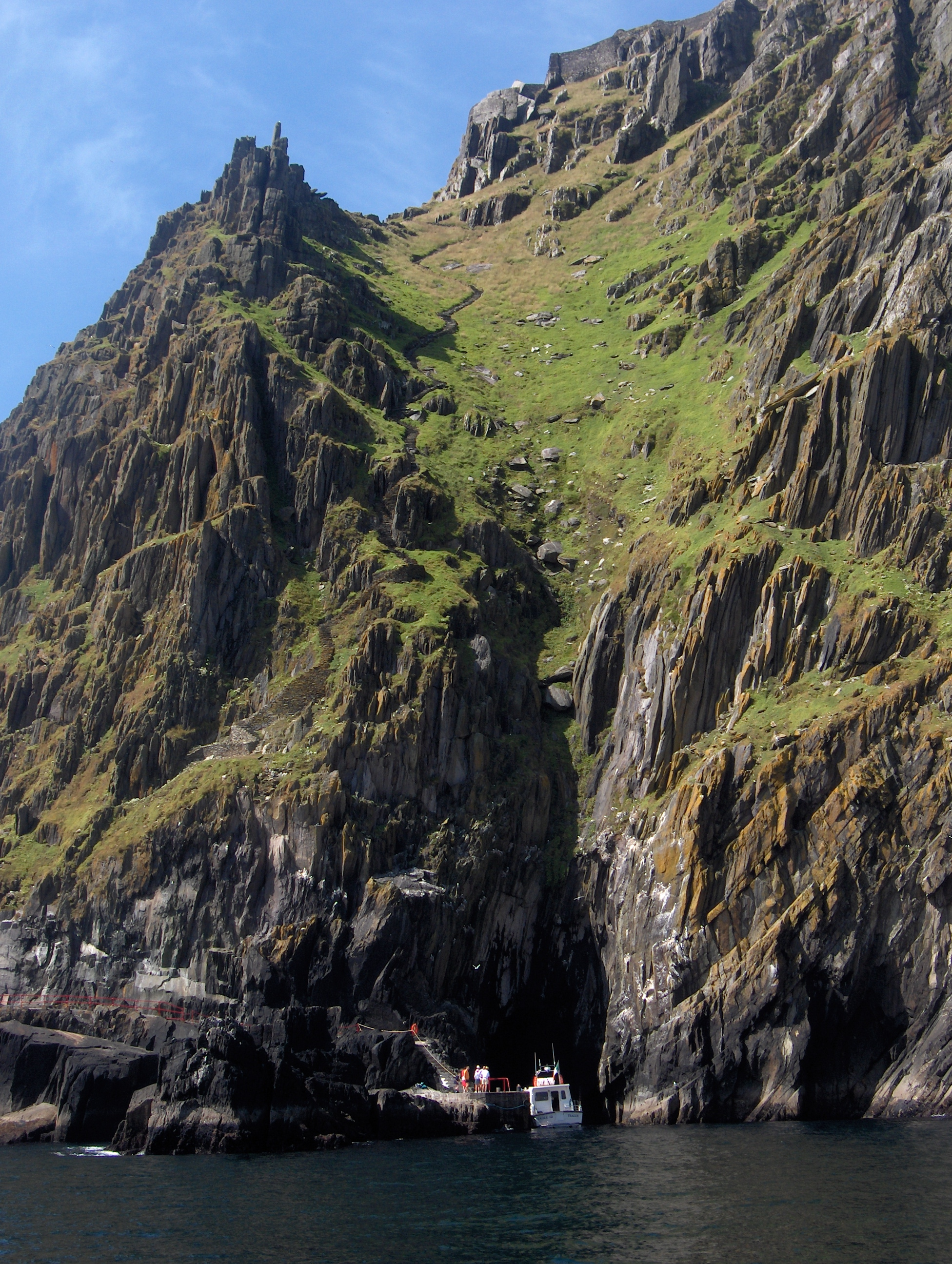
Aanlegplaats dagtochten, men ziet de trap naar boven
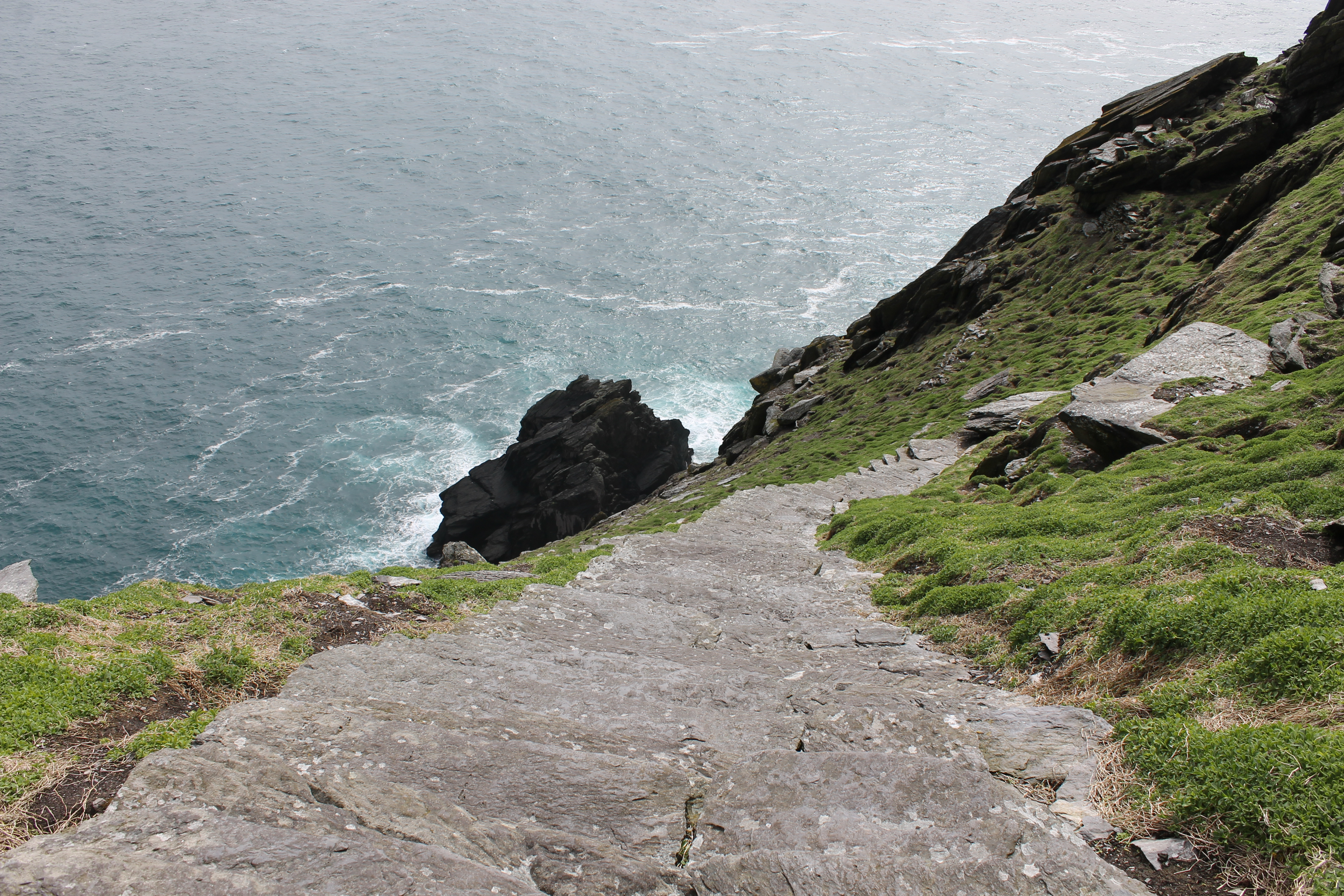
Stenen trap
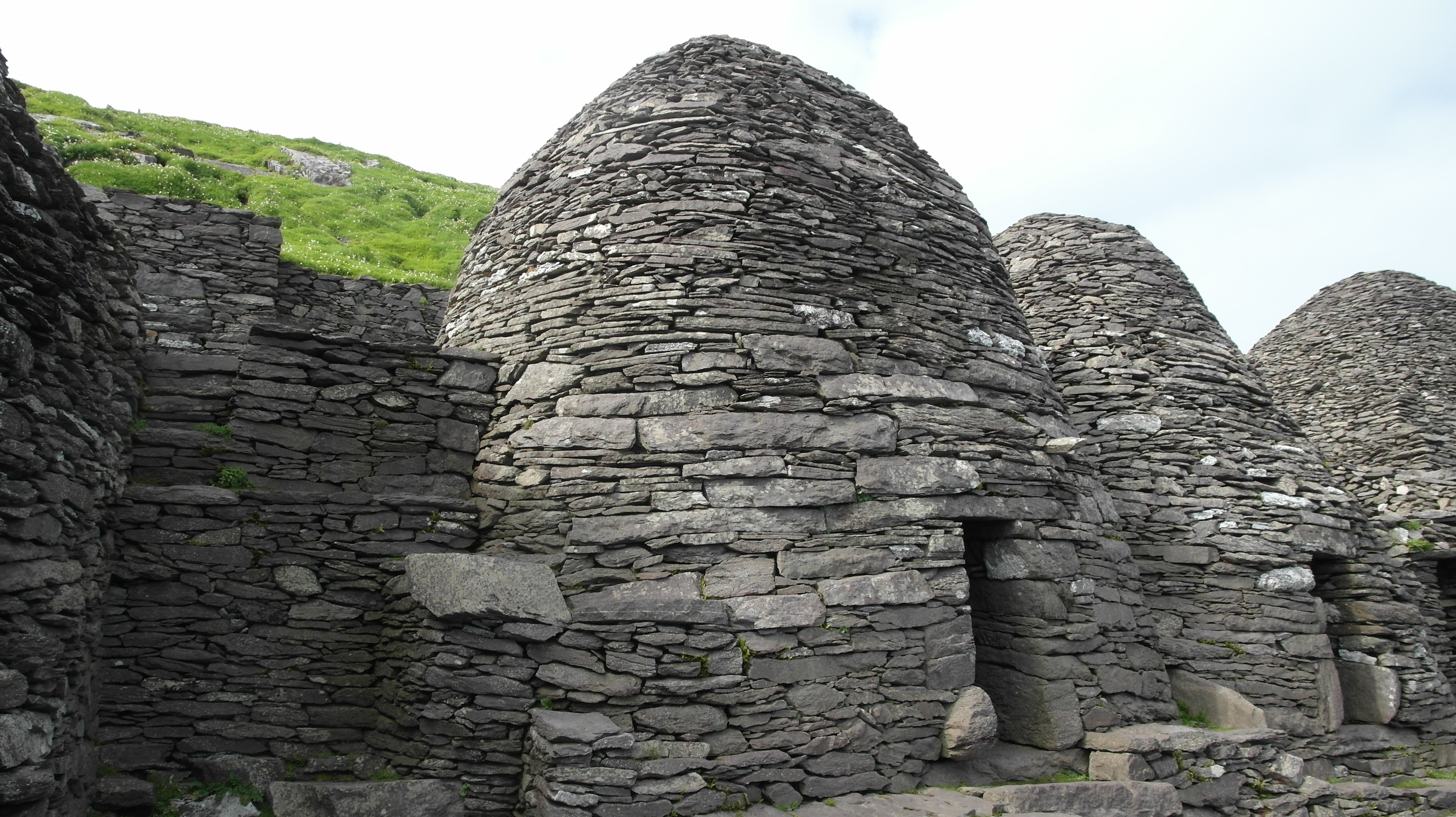
Kloostercellen
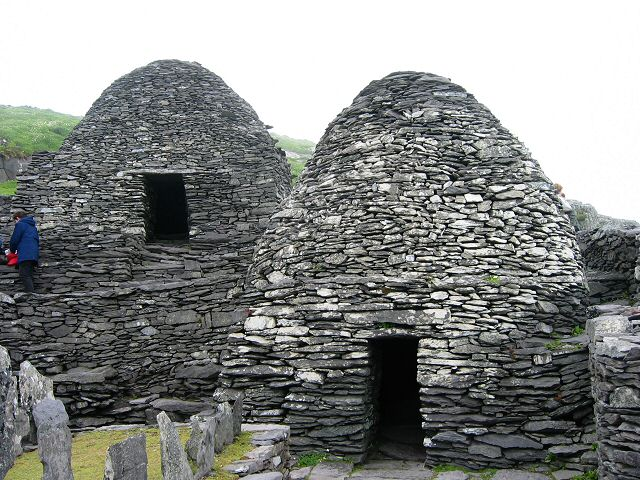
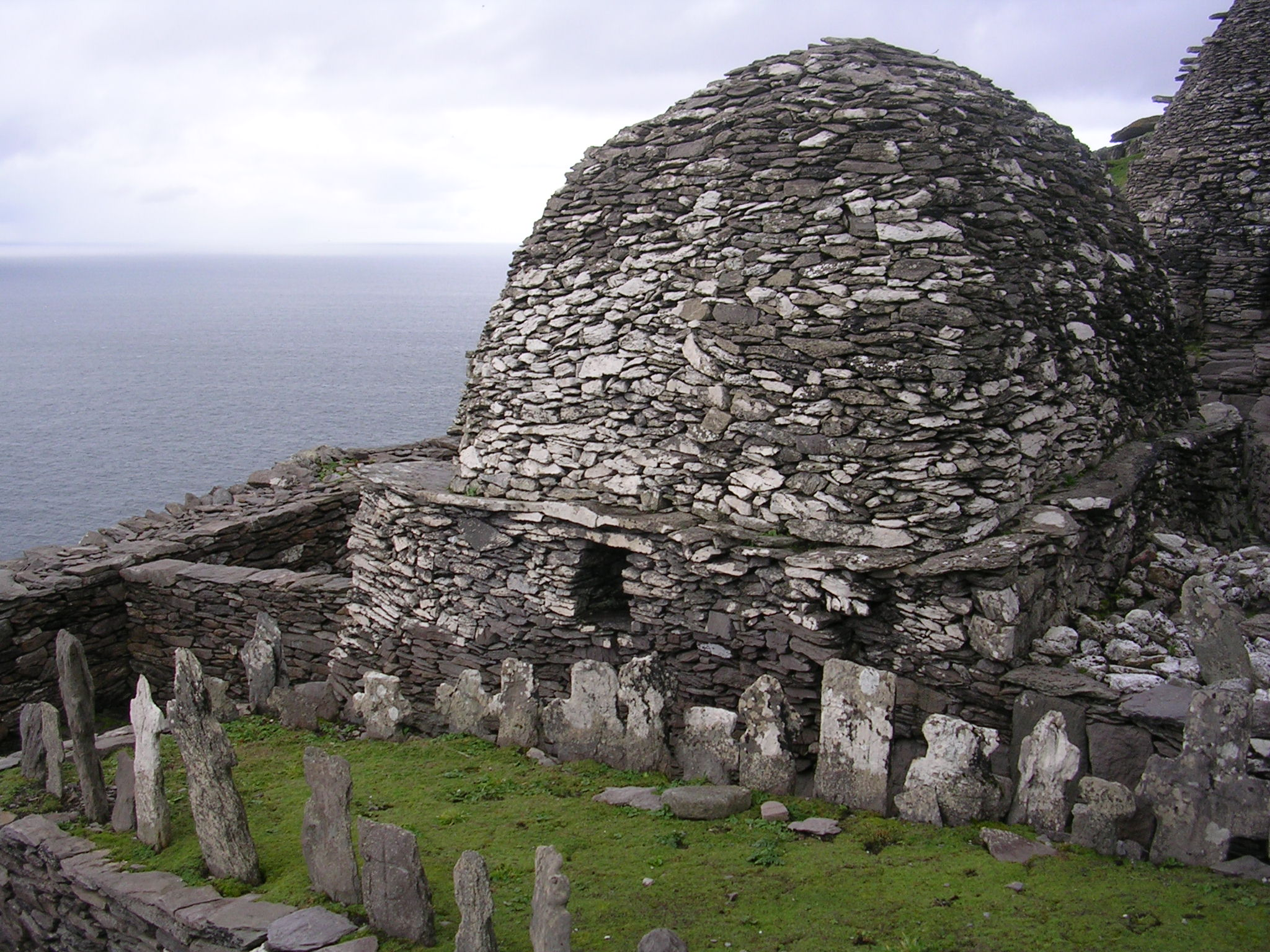
Begraafplaats
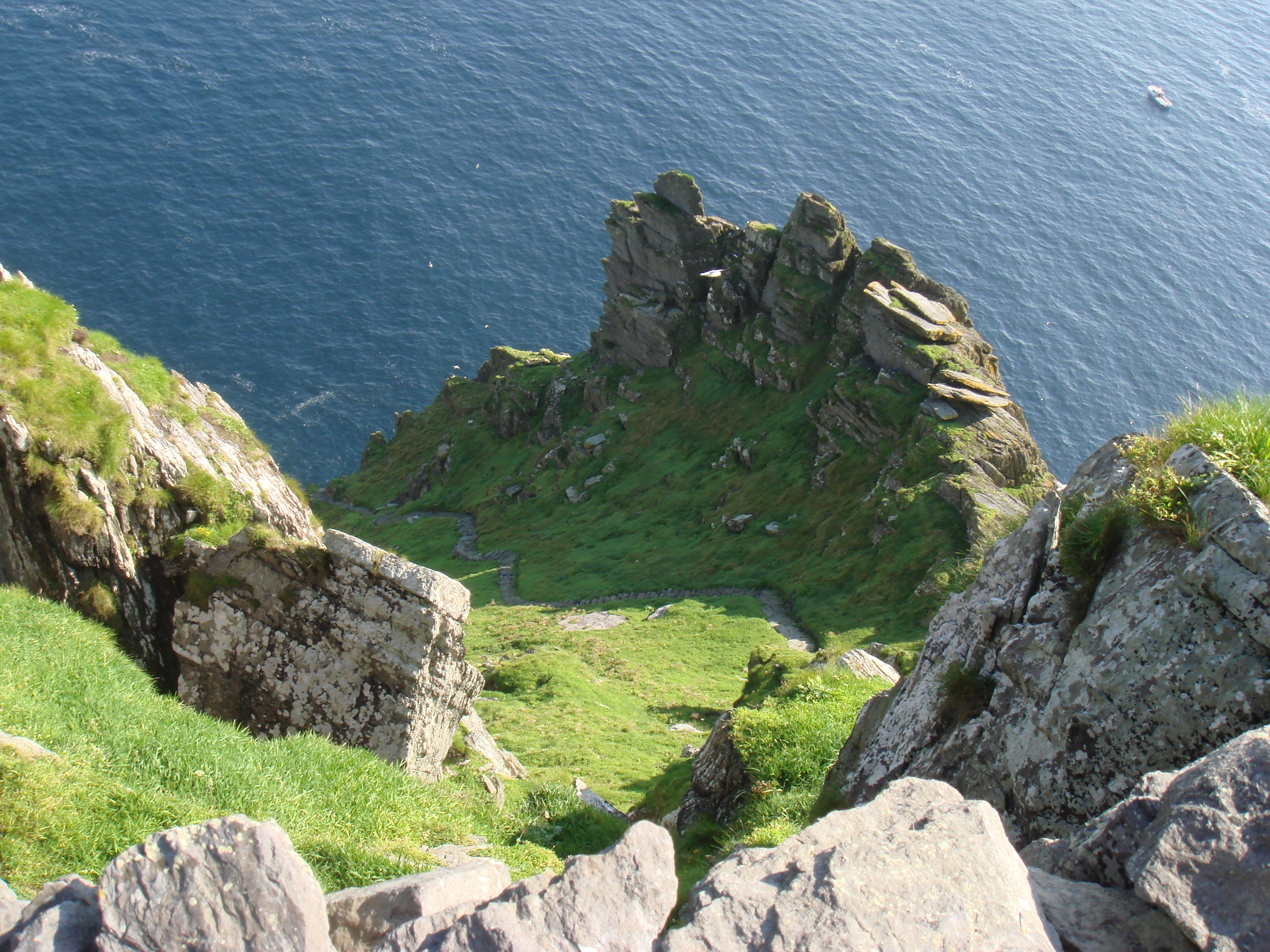
Stenen trap naar boven
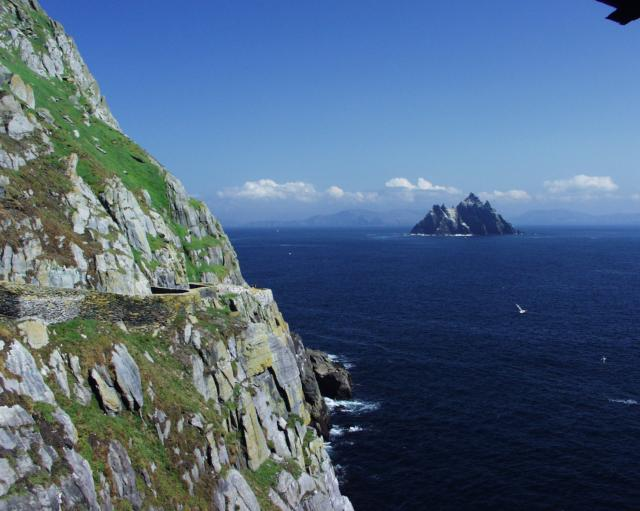
Little Skellig vanaf Skellig Michael

- Library of Congress Control Number: sh88007104
- Nationale Bibliotheek van Israël: 987007539241405171
- Virtual International Authority File: 315527159